# 梅江 (成化進士)
梅江（1438年—？），字文淵，浙江嘉興府秀水縣人，民籍。明朝政治人物。進士出身。

## 生平
成化元年（1465年）舉乙酉科浙江鄉試第十七名。成化五年（1469年）乙丑科會試第一百七十二名，殿試登進士第三甲第五名。

## 家族
曾祖父梅宗福。祖父梅勝。父亲梅順。